# Аркрайт, Ричард (младший)
Ричард Аркрайт Младший (англ. Richard Arkwright junior, 19 декабря 1755, Болтон, Большой Манчестер — 23 апреля 1843) — сын Ричарда Аркрайта из Кромфорда, Дербишир; кредитор и друг Самуэля Олдкноу (Samuel Oldknow), управляющий, шериф Дербишира в 1801 году.

## Биография
Родился 19 декабря 1755 года в городе Болтон. Ричард Аркрайт младший вместе со своей женой Мэри и дочерью Энн изображён на портрете Джозефом Райтом. Портрет был написан в 1790 году и задуман как дополнение к портрету сэра Ричарда, выполненного также Райтом. Портрет считался лучшей из четырёх картин, висевших в столовой фамильного поместья Аркрайтов — замка Уиллерсли. Картина была арендована в коллекцию Музея и художественной галереи Дерби, а 29 ноября 2001 года продана на аукционе в Сотбис. Его сын Кэптайн Аркрайт (Captain Arkwright) женился на Фрэнсис Кембл (Francis Kemble), дочери известного управляющего театром Стефана Кембла (Stephen Kemble). Скончался 23 апреля 1843 года.